# Петровский, Михаил Иванович
Михаил Иванович Петровский (1909, Таганаш, Богемская волость, Перекопский уезд, Таврическая губерния, Российская империя — 28 октября 1950, Москва) — советский партийный деятель. Участник обороны Севастополя. Секретарь Джанкойского райкома ВКП(б). Секретарь Крымского обкома ВКП(б). Репрессирован в 1949 году по Ленинградскому делу, расстрелян. Реабилитирован в 1954 году.

## Биография
Родился М. И. Петровский в 1909 году в селе Соленое Озеро Джанкойского уезда. В 1925 году поступил рабочим на железную дорогу. В 1929—1930 годах был избран председателем Таганашского сельсовета. Далее на освобождённой комсомольской работе: заведующий отделом Джанкойского райкома, первый секретарь Октябрьского райкома ВЛКСМ, заведующий отделом Крымского обкома комсомола. Получил неустановленное высшее образование. Член ВКП(б) с 1931 года.
С 1935 года в Севастополе, где он был избран первым секретарем горкома комсомола. Затем более трех лет заведовал отделом пропаганды и агитации Центрального райкома ВКП(б) Севастополя. В Севастополе родилась дочь. Здесь он встретил начало войны. Призван не был из-за покалеченной руки, в детстве пострадал от найденной гранаты.

### Оборона Севастополя
Участник обороны Севастополя с первого до последнего дня. Как представитель горкома партии, посещал цеха подземного спецкомбината, школы и бомбоубежища, госпитали. Выезжал на передовую. Помогал поддерживать боевой дух, уверенность в победе. Оставался в сражавшемся Севастополе до последних дней обороны.
В мемуарах «Подвиг Севастополя» первый секретарь Севастопольского горкома партии, председатель комитета обороны города Б. А. Борисов пишет о М. И. Петровском как об инициативном, деятельном заведующем отделом пропаганды и агитации горкома партии, о грамотно построенной идеологической работе в осажденном Севастополе.
Не попал в организованную эвакуацию, хотя имел посадочный талон на судно. После третьего штурма в первые дни июля 1942 года с несколькими моряками отплыл с мыса Херсонес на маломерном катере. После того как окончился бензин, через несколько суток катер с измученными жаждой моряками прибило к турецкому берегу в районе Трапезунда. Подошёл турецкий военный катер и отбуксировал в порт. Турецкие власти хотели интернировать экипаж, но моряки не покинули борт, требуя советского военного атташе. После контактов с советскими представителями катер отремонтировали, заправили, доставили небольшой запас продуктов и воды. Моряки вышли в море и добрались до Батуми, где после этого проходили спецпроверку.
С лета 1942 и по осень 1943 года в эвакуации в Актюбинске с семьёй. Был назначен заместителем начальника управления трудовых резервов.
В ноябре 1943 М. И. Петровский поступил в распоряжение Крымского обкома в Краснодаре. Был назначен секретарем Джанкойского райкома ВКП(б). В Крым вернулся с войсками 4-го Украинского фронта. Участвовал в документировании злодеяний немецко-румынских оккупантов в Джанкойском районе в качестве председателя комиссии.
Восстанавливал сельское хозяйство района, за выполнение плана хлебозаготовок в феврале 1945 года был награждён орденом Отечественной войны I степени.
В 1945 году его перевели в Крымский обком ВКП(б). До 1947 года работал заведующим оргинструкторским отделом. В 1947 году стал секретарем Крымского обкома партии по кадрам.

### Репрессии по Ленинградскому делу
После начала Ленинградского дела в августе 1949 года первый секретарь Крымского обкома Н. В. Соловьёв, бывший до назначения в 1946 году в Крым председателем Ленинградского облисполкома, был арестован 5 августа 1949, в ходе следствия подвергался мерам физического воздействия. Сразу после него в августе были арестованы несколько секретарей Крымского обкома, в том числе П. А. Чурсин, М. И. Петровский, Н. П. Хованов, а также второй секретарь Симферопольского горкома партии А. И. Курышев, редактор газеты «Красный Крым» Л. М. Скрипченко, заместитель командующего Черноморским флотом по политической части П. Т. Бондаренко, а к декабрю и второй секретарь обкома В. И. Никаноров.
Уже 6 августа 1949 года решением пленума Крымского обкома, который начал второй секретарь В. И. Никаноров, а фактически вёл прилетевший из Москвы А. Л. Дедов, М. И. Петровский и другие были выведены из состава обкома, позднее он исключён из ВКП(б), арестован 22 сентября 1949 года. Адрес на момент ареста: Симферополь, ул. Гоголя, д.18, кв.4. Подвергался на следствии мерам физического воздействия.
После расправы над «центральной группой» состоялись судебные процессы, которые вынесли приговоры остальным лицам, проходившим по побочным эпизодам Ленинградского дела, в том числе и по крымскому. В Москве Военная коллегия Верховного суда СССР к смертной казни приговорила 20 человек: 27.10.1950 — Г. Ф. Бадаева, А. Д. Вербицкого, М. А. Вознесенскую, А. А. Вознесенского, П. Н. Кубаткина, П. И. Левина, Н. В. Соловьёва и П. А. Чурсина; 28.10.1950 — М. В. Басова, П. Т. Бондаренко, А. А. Бубнова, А. И. Бурилина, В. П. Галкина, В. Н. Иванова, М. Н. Никитина, М. И. Петровского, М. И. Сафонова, П. Т. Талюша и И. С. Харитонова; 31.10.1950 — В. О. Белопольского, расстрелянных в последних числах октября 1950 года. Их тела кремировали, вывезли на кладбище Донского монастыря и сбросили останки в яму невостребованных прахов. По другим данным М. И. Петровский был расстрелян 29 октября.
Реабилитирован 26 мая 1954 года ВКВС СССР. В 1955 году жена, Э. Ф. Петровская, получила следующее извещение: «Петровский Михаил Иванович по материалам, сфальсифицированным врагами народа, 28.10.1950 года осужден к высшей мере наказания, приговор исполнен. 25 мая 1954 года дело пересмотрено, производство прекращено, ранее вынесенный приговор отменен».

## Награды
- Орден Красной Звезды (20.02.1943)[9]
- Орден Отечественной войны I степени (1.02.1945)[4].

## Семья
Жена — Эсфирь Филипповна Петровская, дочь Карина.
Жёны и дети осужденных по Ленинградскому делу были арестованы летом 1951 года (семью Н. В. Соловьева арестовали несколько раньше), когда мужей и отцов многих уже расстреляли. В одной камере оказались Александра Георгиевна Чурсина, Эсфирь Филипповна Петровская, Клавдия Николаевна Хованова и её дочь Лида. Потом появилась Ида — старшая дочь А. Г. Чурсиной. Несовершеннолетние дети были помещены в спецприемник для детей «врагов народа». Через полгода следствие закончилось и всех без суда отправили на поселение в Казахстан, в Джамбульскую область без средств к существованию. Из ссылки они вернулись после смерти Сталина.